# Sterculia nitida
Espèce
Synonymes
- Bichea nitida (Vent.) Farw.[2]
- Cola nitida (Vent.) Schott & Endl. (préféré par GRIN)[3]
- Cola vera K.Schum.[2]
- Sterculia nitida Vent.[2] [3]

Sterculia nitida est une espèce de plantes de la famille de Malvaceae et du genre Sterculia.